# Richard Coppock
Richard (Dick) Coppock (Cheetham, 21 februari 1885 - 7 september 1971) was een Brits syndicalist en politicus.

## Levensloop
In januari 1921 volgde hij Alfred Gould op als secretaris van de National Federation of Building Trades Operatives (NFBTO), een functie die hij uitoefende tot 1961. Hij werd in deze hoedanigheid opgevolgd door Harry Weaver.
Daarnaast werd hij in 1934 aangesteld als voorzitter van de Internationale Federatie der Bouw- en Houtbewerkers (IFBH), een functie die hij uitoefende tot 1960. Hij werd in deze hoedanigheid opgevolgd door de Belg Dore Smets.